# Entraygues-sur-Truyère
Entraygues-sur-Truyère é uma comuna francesa na região administrativa de Occitânia, no departamento de Aveyron. Estende-se por uma área de 30,15 km². Em 2010 a comuna tinha 1 009 habitantes (densidade: 33,5 hab./km²).